# Schrank der Schande

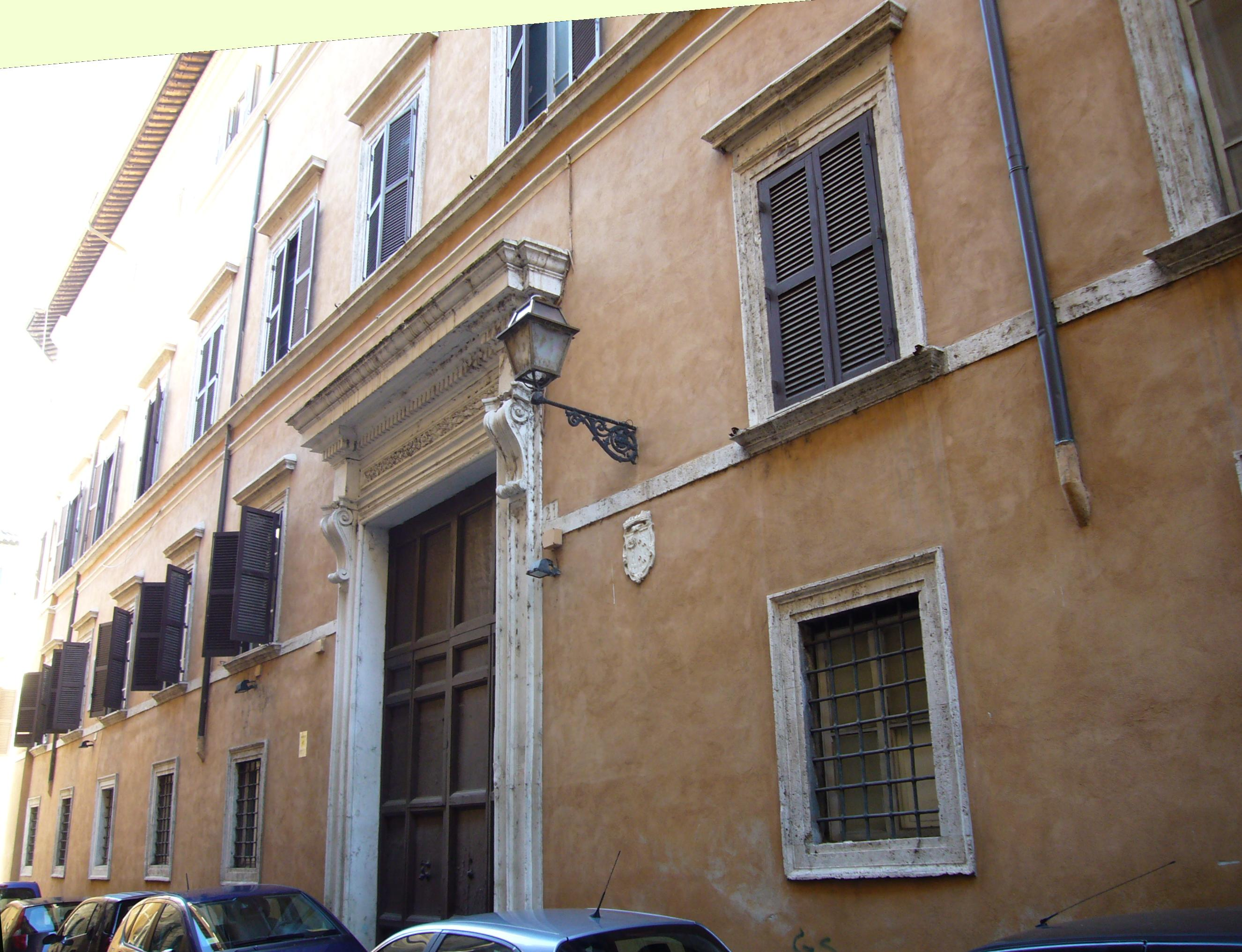
Palazzo Cesi – Sitz der Allgemeinen Militäranwaltschaft (Uffici giudiziari militari superiori)

Der sogenannte Schrank der Schande (italienisch: Armadio della vergogna) war ein brauner Holzschrank, der sich im Palazzo Cesi, dem Sitz der Allgemeinen Militäranwaltschaft in Rom, befand. 1960 wurden in diesem Schrank Akten über deutsche Kriegsverbrechen in Italien während des Zweiten Weltkrieges „provisorisch archiviert“. Um einen Zugriff auf den Inhalt zu erschweren bzw. unmöglich zu machen, war der versiegelte Schrank mit der Tür zu einer Wand gestellt und mit einem Eisengitter abgesichert worden. Die Wiederentdeckung der Akten 1994 hatte eine Serie von Gerichtsprozessen zur Folge. Ein Journalist der Wochenzeitung L’Espresso verwendete erstmals den Begriff „Schrank der Schande“.

## Geschichte
Nach dem Waffenstillstand von Cassibile zwischen Italien und den Alliierten vom September 1943 verübten deutsche Truppen zahlreiche Kriegsverbrechen an ihren früheren Verbündeten. Hierzu zählten Massenexekutionen wie auf der griechischen Insel Kefalonia, die Misshandlung und Ausbeutung sogenannter Militärinternierter, die Deportation und Ermordung italienischer Juden in den Vernichtungslagern im Osten sowie Massaker an weiteren Zivilisten, beispielsweise in den Ardeatinischen Höhlen sowie in Sant’Anna di Stazzema und Marzabotto.
Nach Forderungen insbesondere von Organisationen des italienischen Widerstands untersuchte das Außenministerium der Regierung unter Ivanoe Bonomi ab November 1944 die von deutschen Truppen in Italien verübten Massaker. Im Sommer 1945 setzte sich die Vorstellung durch, die Kriegsverbrechen von der italienischen Militärjustiz verfolgen zu lassen. Dementsprechend wurden im August 1945 die vorhandenen Unterlagen an die Militärgeneralstaatsanwaltschaft übergeben. Seitens der Alliierten bestanden Vorbehalte, Italien die Verurteilung von Kriegsverbrechen zu überlassen; insbesondere Großbritannien sah das Land weiterhin als besiegte Nation. 1947 und 1948 verurteilten britische Militärgerichte Verantwortliche für das Massaker in den Ardeatinischen Höhlen sowie hochrangige deutsche Offiziere, darunter den Oberbefehlshaber der deutschen Truppen in Italien, Albert Kesselring. Dabei verhängte Todesurteile wurden nicht vollstreckt; bis 1952 wurden alle Verurteilten vorzeitig freigelassen.
Einer Untersuchung der italienischen Militärjustiz von 1999 zufolge kam es zwischen 1947 und 1965 zu 13 Prozessen gegen deutsche Kriegsverbrecher mit 25 Angeklagten. Dabei ließ nach der Gründung der Bundesrepublik Deutschland 1949 die Schärfe der Strafverfolgung nach; es kam vermehrt zu Freisprüchen und erheblichen Strafnachlässen, so dass sich 1952 mit Herbert Kappler und Walter Reder nur noch zwei Verurteilte in Haft befanden. Im Vergleich zu Ländern wie Frankreich und Dänemark war die Zahl der Prozesse in Italien ausgesprochen gering, wofür vier Gründe genannt werden:
- Direkt nach Kriegsende zögerten italienische Behörden, bei den Alliierten die Überstellung von Kriegsverbrechern zu beantragen, die zu dieser Zeit häufig noch in Italien interniert waren.
- Italienische Behörden sahen bereits 1946 die Gefahr eines „Bumerang-Effekts“ und befürchteten, dass die Forderung nach Überstellung deutscher Kriegsverbrecher die Forderung nach Überstellung italienischer Kriegsverbrecher beispielsweise nach Jugoslawien zur Folge haben könnte.
- 1947 änderten die Alliierten ihre Haltung und überstellten mutmaßliche deutsche Kriegsverbrecher nur noch selten nach Italien.
- Nach der Gründung der Bundesrepublik 1949 änderte sich das deutsch-italienische Verhältnis; insbesondere die Regierung unter Alcide De Gasperi strebte enge Beziehungen an. 1956 blockierten Außenminister Gaetano Martino und Verteidigungsminister Paolo Emilio Taviani ein Auslieferungsgesuch eines Militärgerichts an Deutschland, um Auswirkungen auf die deutsche Debatte um die Wiederbewaffnung zu vermeiden.

1960 ordnete der damalige Allgemeine Militärstaatsanwalt Enrico Santacroce die „provisorische Archivierung“ von Unterlagen über nationalsozialistische Kriegsverbrechen in Italien an. Circa 2000 Aktenbündel wurden daraufhin in besagtem Schrank eingelagert. Von 1965 bis 1968 wurden hiervon insgesamt etwa 1300 Akten an Staatsanwaltschaften abgegeben. Dabei handelte es sich jedoch um Verfahren gegen Unbekannt, mit denen keine Anklage erhoben werden konnte. Etwa 20 Akten wurden an Deutschland ausgehändigt. 695 Dossiers, in denen die Namen von 415 mutmaßlichen Kriegsverbrechern genannt wurden, blieben hingegen weiter der Öffentlichkeit verborgen. In der Zeit der „Archivierung“ der Akten kam es nur zu wenigen Kriegsverbrecherprozessen in Italien, so 1979 zu einem Verfahren gegen Josef Oberhauser und Dietrich Allers wegen der Morde im Konzentrationslager Risiera di San Sabba und 1994 zu einem Verfahren gegen Wolfgang Lehnigk-Emden wegen des Massakers von Caiazzo. Oberhauser und Lehnigk wurden in Abwesenheit zu lebenslanger Haft verurteilt, Allers starb kurz nach Prozessbeginn.
Während seiner Ermittlungen im Fall des SS-Offiziers Erich Priebke stieß Militärstaatsanwalt Antonino Intelisano, der für den Distrikt Rom zuständig war und nicht der Generalbehörde angehörte, 1994 durch Zufall auf die verschwundenen Akten: Als er bei der Generalstaatsanwaltschaft Unterlagen anforderte, öffnete ein Justizbeamter den vergessenen Schrank und entdeckte haufenweise vergilbte Schriftstücke, die dann – ohne dass man die Öffentlichkeit davon informierte – an die örtlichen Staatsanwaltschaften verschickt wurden. Der Militärstaatsanwalt in Rom, Intelisano, bekam 129 Verfahren zugeteilt, 214 Verfahren gingen nach La Spezia und 108 Verfahren nach Verona.
1998 wurde die Archivierung nach Abschluss der Untersuchungen des Militärgerichtsrates als rechtswidrig erachtet. Das italienische Parlament setzte einen Untersuchungsausschuss ein, der sich jedoch im Februar 2006 nicht auf einen gemeinsamen Abschlussbericht einigen konnte. Der Mehrheitsbericht, verabschiedet von den Mitte-rechts-Parteien, konnte keine politischen Motive für eine Prozessverschleppung erkennen und erklärte die „Archivierung“ der Akten mit „Nachlässigkeit und Oberflächlichkeit“ der Verantwortlichen in der Militärjustiz. Der Minderheitsbericht der Mitte-links-Parteien konnte keine individuelle Beteiligung von Politikern nachweisen, beklagte aber die geringe Kooperationsbereitschaft verschiedener Behörden und forderte, alle Dokumente zu Kriegsverbrechen öffentlich zugänglich zu machen.

## Prozesse nach 1994
- Prozess gegen Theo Saevecke in Turin wegen einer Massenerschießung auf dem Mailänder Loreto-Platz (Piazzale Loreto)
- Prozess gegen Friedrich Engel in Turin wegen des Massakers am Turchino-Pass (Passo del Turchino) und weiterer Blutbäder in Ligurien. Am 19. Mai 1944 wurden bei einem Partisanenanschlag gegen ein Soldatenkasino fünf Wehrmachtsangehörige getötet. Als Vergeltungsmaßnahme ließ Engel 59 Gefangene aus dem Marassi-Gefängnis am Turchino-Pass erschießen.
- Prozess gegen Michael Seifert in Verona wegen der Morde im Durchgangslager Bozen
- Prozesse gegen zehn Mitglieder der Waffen-SS vor einem Militärgericht in La Spezia wegen des Massakers von Marzabotto in der Apenninen-Gemeinde Marzabotto bei Bologna in der Emilia-Romagna: Paul Albers, Josef Baumann (Jahrgang 1926), Hubert Bichler (inzwischen verstorben), Max Roithmeier (inzwischen verstorben), Max Schneider (Jahrgang 1925), Heinz Fritz Traeger (Jahrgang 1923; † 2010), Georg Wache (Jahrgang 1921), Helmut Wulf (Jahrgang 1923), Adolf Schneider (Jahrgang 1920), Kurt Spieler (Jahrgang 1926).

Zwischen dem 29. September und dem 1. Oktober 1944 zerstörten Einheiten der 16. SS-Panzergrenadier-Division „Reichsführer SS“ und der deutschen Wehrmacht die gesamte Region und töteten über 770 Zivilisten, laut einigen Quellen bis zu 1836 Personen, vor allem alte Männer, Frauen und Kinder.
- Prozesse gegen zehn Mitglieder der Waffen-SS vor einem Militärgericht in La Spezia wegen des Massakers im toskanischen Bergdorf Sant’Anna di Stazzema  in den apuanischen Alpen bei Lucca, wo im Sommer 1944 mehr als 500 Bewohner erschossen wurden. Folgende Personen wurden nach italienischem Recht verurteilt: Karl Gropler, Georg Rauch, Gerhard Sommer, Alfred Schöneberg, Ludwig Heinrich Sonntag, Alfred Mathias Concina, Horst Richter, Werner Bruß – rechtskräftig,[13] Heinrich Schendel – rechtskräftig[13], Ludwig Göring – rechtskräftig[13]

In Deutschland hat dieses Urteil allerdings keine praktische Bedeutung, so dass keiner der Angeklagten bisher eine Strafe verbüßen musste. Dazu wäre eine Verurteilung vor einem deutschen Gericht notwendig, die allerdings aufgrund der deutschen Rechtslage als unwahrscheinlich gilt.
- Prozess gegen den SS-Offizier Hermann Langer vom 8. Juli bis zum 10. Dezember 2004 in La Spezia wegen des Massakers in einem toskanischen Kloster, der Kartause von Farneta (Certosa di Farneta) in der Nähe der Stadt Lucca. Langer hatte bei einer Razzia entdeckt, dass Mönche einige Flüchtlinge – darunter auch Juden – versteckt gehalten hatten, und deshalb die Erschießung von 60 Menschen befohlen.
- Prozess wegen des Massakers auf Kefalonia.
- Prozess wegen des Massakers in den Ardeatinischen Höhlen

## Verfilmungen
Der italienische Dokumentarfilm Die Geige aus Cervarolo über das Massaker an italienischen Zivilisten durch deutsche Truppen im Frühjahr 1944 im Reggianer Apennin nimmt bei seiner Darstellung des Prozesses in Verona die Hintergrundgeschichte des „Schrankes der Schande“ auf.